# Liste de jeux vidéo Robotech et Macross
 (décembre 2014).
Si vous disposez d'ouvrages ou d'articles de référence ou si vous connaissez des sites web de qualité traitant du thème abordé ici, merci de compléter l'article en donnant les références utiles à sa vérifiabilité et en les liant à la section « Notes et références ».
Cette liste répertorie les jeux vidéo des licences Robotech et Macross.

## Robotech
Jeux vidéo sur le monde imaginaire de Robotech

### Liste de jeux

#### Jeu d'action
- 2002 :  Robotech: Battlecry sur Xbox, GameCube et PlayStation 2

éditeur TDK Mediactive, développeur Vicious Cycle Software
- 2002 : The Macross Saga sur Game Boy Advance

éditeur TDK Mediactive, développeur Lucky Chicken.

#### Jeu de tir subjectif
- 2005 : Robotech: Invasion sur Xbox et PlayStation

éditeur Global Star, développeur Vicious Cycle Software

## Macross: Liste des jeux par support
- Jeux vidéo sur le monde imaginaire de Macross

### Arcadia
- 1983 : Macross

### MSX
- 1984 : Macross countdown

### Laserdisc
- 1985 : Macross sf challenge game

### Arcade
- 1992 : Macross
- 1993 : Macross 2
- 1996/12 : Macross plus

### Famicom
- 1985/12 : Macross

### PC Engine
- 1992/04 : Macross 2036
- 1992/12 : Macross eternal love song (eien no)

### Super Famicom
- 1993/10 : Macross scrambled valkyrie

### PlayStation
- 1997/02 : Macross digital mission vf-x
- 1999/05 : Macross do you remember love
- 1999 : Macross vf-x 2
- 2000/06 : Macross plus game edition

### Sega Saturn
- 1997/06 : Macross do you remember love

### Game Boy Color
- 2000/03 : Macross 7 ginga no heart o furuwa sero (let’s reveal the galaxy’s heart) (jeu bootleg)

### WonderSwan
- 2000/03 : Macross true love song

### Dreamcast
- 2001/02 : Macross M 3

développeur Shūeisha

### PlayStation 2
- 2003/10 : Macross (tv et film)

### PlayStation Portable
- 2008/09 : Macross Ace Frontier

- 2009/10 : Macross Ultimate Frontier

The Super Dimension Fortress Macross
The Super Dimemsion Fortress Macross Do you remember love
The Super Dimension Fortress Macross Flash Back 2012
The Super Dimension Fortress Macross II -Lovers Again-
- 2011/02 : Macross Triangle Frontier

### PlayStation 3
- 2013/02 : Macross 30: Voices across the Galaxy
- 2012/07 : My Boyfriend is a Pilot 2012
- 2011/10 : Macross Last Frontier
- 2010/10 : Macross Trial Frontier

### Microsoft Windows
- 1983 : Miss macross
- 1993/03 : Macross remember me
- 1994/04 : Macross skull leader
- 1994/07 : Macross love stories
- 1995/10 : Macross 7 mylene virtual pocket
- 1996/03 : Macross 7 mylene graduation
- 1996/03 : Macross 7 VR animate
- 1997/08 : Macross 15th anniversary
- 1997/12 : Macross collection
- 1998/10 : Macross since 1983
- 1999/05 : U-print Macross
- 1999/12 : Macross another story
- 2001 : Macross v o
- 2002/07 : Macross aiuchi typing valkyrie
- 2003/01 : Macross aiuchi 2 typing protoculture

### Android
- 2017 : Uta Macross
- 2014/02 : Macross Card Fighter

### IOS
- 2017 : Uta Macross